# Dead End (film, 2003)
Pour les articles homonymes, voir Dead End.
Pour plus de détails, voir Fiche technique et Distribution.
Dead End est un film de Noël horrifique franco-américain réalisé par Jean-Baptiste Andrea et Fabrice Canepa, sorti en 2003.

## Synopsis
Le soir de Noël, comme tous les ans, Frank se rend en voiture chez ses beaux-parents avec sa femme Laura, son fils Richard, sa fille Marion et le petit ami de cette dernière, Brad. Pressé par le temps, il décide d'emprunter un raccourci pendant que les autres dorment dans la voiture. Bientôt, il croise une étrange femme en blanc avec son bébé sur le bord de la route, apparemment choquée. Marion cède alors sa place à l'inconnue, celle-ci ayant visiblement besoin de soins. Lorsqu'ils trouvent une maison sur leur chemin, Frank, sa femme, son fils et sa fille descendent afin de chercher du secours. Le petit ami de Marion reste donc seul dans la voiture, aux côtés de la femme vêtue de blanc. Celle-ci lui indique que le bébé, Amy, est déjà mort. Brad observe alors le bébé, crie. Peu après, Marion, qui avait entrepris de continuer sa route à pied, voit passer une vieille voiture noire avec Brad à son bord. Elle rejoint alors sa famille en courant. Brad est ensuite retrouvé mort, visiblement écrasé. Au fur et à mesure les différents membres de la famille connaissent le même sort.  Marion est vivante et a été prise en stop par un passant qui l'emmène à la ville afin qu'on la soigne. Dès lors, tout semble aller de travers ...

## Fiche technique
- Titre : Dead End
- Réalisation : Jean-Baptiste Andrea et Fabrice Canepa
- Scénario : Jean-Baptiste Andrea et Fabrice Canepa
- Production : Yves Chevalier, Guy Courtecuisse, James Huth et Gabriella Stollenwerck
- Musique : Greg De Belles
- Photographie : Alexander Buono
- Montage : Antoine Vareille
- Décors : Bryce Holtshousen
- Costumes : Deborah Waknin
- Pays d'origine :  France,  États-Unis
- Format : couleur - 1,85:1 - Dolby Digital - 35 mm
- Genre : horreur, thriller
- Durée : 85 minutes
- Dates de sortie : 
  - France : 30 janvier 2003 (festival Fantastic'Arts), 10 décembre 2003 (uniquement en province, inédit à Paris[1]), 16 octobre 2007 (sortie en DVD[2])
  - Canada et États-Unis : 9 novembre 2004
- Film interdit aux moins de 12 ans lors de sa sortie en France

## Distribution
- Ray Wise (VF : Jean Barney) : Frank Harrington
- Lin Shaye : Laura Harrington
- Mick Cain : Richard Harrington, le fils
- Alexandra Holden : Marion Harrington, la fille
- Billy Asher : Brad Miller, le fiancé de Marion
- Amber Smith : la dame en blanc
- Karen S. Gregan : le docteur Helen Marcott
- Sharon Madden : l'infirmière
- Steve Valentine : l'homme en noir
- Jimmie F. Skaggs : un ouvrier
- Clement Blake : un ouvrier

## Autour du film
- Le tournage s'est déroulé à Los Angeles.
- Durant le film Hellphone réalisé par James Huth en 2007, les personnages de Sid et Angie vont voir Dead End, film coproduit en 2003 par James Huth. Les réalisateurs Jean-Baptiste Andrea et Fabrice Canepa sont dans la salle. Très concentrés, ils regardent le film, tout en mangeant du popcorn.

## Bande originale
- Bloody Road, interprété par Greg De Belles et Jo Kimberley
- Please Don't Go, interprété par Greg De Belles et Elizabeth Daily
- Bring It Back, interprété par Greg De Belles

## Distinctions
- Grand Prix du film fantastique européen et Prix du public, lors du Festival international du film fantastique de Bruxelles en 2003.
- Nomination au Grand Prix du film fantastique européen, lors du Festival international du film du Luxembourg en 2003.
- Prix du jury jeune, lors du Festival du premier film de Douai en 2003.
- Prix du jury, lors du festival FanTasia en 2003.
- Prix du public, lors du Festival du film fantastique et d'horreur de Saint-Sébastien en 2003.
- Nomination au prix du meilleur film, lors du festival Fantasporto en 2004.
- Prix du meilleur premier film et de la meilleure actrice pour Lin Shaye, lors du Festival international du cinéma de comédie de Peñíscola en 2004.